# L'avventura è l'avventura
L'avventura è l'avventura (L'aventure c'est l'aventure) è un film del 1972 diretto da Claude Lelouch, presentato fuori concorso al 25º Festival di Cannes.

## Trama
È la storia di 5 uomini che non seguono le regole della società e perciò possono essere definiti come malviventi o meglio ancora delle simpaticissime canaglie. Di ognuno viene narrato un breve ma efficace ritratto della propria "attività" e di come le loro vite ad un certo punto si incontrano in età matura. E da questo momento danno il meglio di sé. Lino Ventura è un sensibile e ricco protettore di prostitute, Charles Denner è un personaggio che vive nel sottobosco della politica, Jacques Brel abile pilota contrabbandiere, Gérard e Maccione vivono di piccoli espedienti ma vengono presi, loro malgrado, sotto l'ala protettrice di Brel e Ventura. 
Grazie a Denner entrano di prepotenza nei rapimenti d'alto bordo e inizia la nuova grande Avventura. 
Un film culto grazie anche ad una memorabile colonna sonora e alla regia di Claude Lelouch.
È una storia sulla vera amicizia e sulla lealtà.

## Data di uscita[2]
- Francia: L'aventure, c'est l'aventure, 4 maggio 1972
- Germania Ovest: Die Entführer lassen grüßen, 13 ottobre 1972
- Italia: L'avventura è l'avventura, 20 ottobre 1972
- Stati Uniti: L'aventure c'est l'aventure, 25 marzo 1973